# I Don't Wanna Live Forever
«I Don't Wanna Live Forever» (En español: «No Quiero Vivir Para Siempre») es una canción grabada por la cantante estadunidense Taylor Swift y el cantante inglés Zayn para la banda sonora de la película Fifty Shades Darker. Fue escrito por Zayn, Swift, Sam Dew, Jack Antonoff, y producida por este último.

## Composición
Toda la composición de la canción se ha basado en las situaciones de la próxima película. I Don't Wanna Live Forever es una balada electro-R&B. En la pista, el dúo negocia "aberturas románticas", mientras que Zayn utiliza un falsete en partes de la canción, y Swift reflexiona sobre lo que significa la relación.
I Don't Wanna Live Forever está escrita en la tonalidad de La menor y el tempo es de 118 pulsos por minuto en tiempo común. La canción sigue una progresión de acordes de F-C-G-Am-F-C-G-G♯dim-Am, y la voz abarca 3 octavas, de C3 a E6.

## Recepción de la crítica
Nolan Feenery de Entertainment Weekly le dio una calificación de B+, observando que "en un año con muchos titulares y sin escasez de golpes a su imagen pública, [Taylor Swift] está sacando su primera canción nueva desde 2014 en conjunto con una de las franquicias de películas más grandes y más taquilleras, quizá esté tratando de cambiar la conversación a su alrededor, y ciertamente tiene éxito en ese frente: Bienvenidos a Sexy Side de Taylor Swift. También elogió la voz de ambos artistas. Lucas Villa de AXS dijo que la canción no era tan sexy como "Love Me Like You Do" de Ellie Goulding o "Earned It" de The Weeknd, escribiendo, "A pesar del lirismo castrado, Zayn salva el día y logra maniobrar su más magnífico rendimiento hasta la fecha ". PluggedIn también han alabado la calidad general de la canción.

## Recibimiento comercial
Inicialmente, tras su lanzamiento la canción solo estaba disponible en iTunes y Tidal. Se agregó a Spotify una semana después de su lanzamiento. Vendió más de 200 000 copias en su primera semana, además de una audiencia de 25 millones en la radio y 3 millones en stream de estadounidenses. Debutó en el número 6 en el Billboard Hot 100. Es el segundo hit de Zayn  en el top 10 y el 20 top 10 de Taylor Swift, lo que la convierte en la decimosexta artista y sexta mujer en hacerlo.
Debutó en el número uno en las listas de canciones digitales, como la segunda canción de Zayn y la canción 11 de Swift en encabezar la lista, vinculando a Swift con Katy Perry en el segundo lugar en la historia de la lista solo detrás de Rihanna. Es uno de los cinco debuts más grandes de 2016, dando a Zayn dos de los cinco debuts más grandes del año, junto con "Pillowtalk".

## Posicionamiento en listas

### Semanales
| Alemania        | Official German Charts  | 6  |
| Australia       | ARIA Top 100 Singles    | 3  |
| Austria         | Ö3 Austria Top 40       | 9  |
| Bélgica (Fl)    | Ultratop                | 19 |
| Bélgica (W)     | Ultratop                | 28 |
| Canadá          | Canadian Hot 100        | 9  |
| Dinamarca       | Tracklisten             | 4  |
| Eslovaquia      | Singles Digital Top 100 | 6  |
| Escocia         | Scottish Singles Chart  | 5  |
| España          | PROMUSICAE              | 1  |
| Estados Unidos  | Billboard Hot 100       | 2  |
| Estados Unidos  | Pop Songs               | 2  |
| Estados Unidos  | Adult Pop Songs         | 2  |
| Estados Unidos  | Rhythmic Songs          | 24 |
| Estados Unidos  | Dance/Mix Show Airplay  | 28 |
| Finlandia       | Suomen virallinen lista | 10 |
| Francia         | SNEP                    | 7  |
| Hungría         | Single Top 40           | 5  |
| Irlanda         | IRMA                    | 7  |
| Israel          | Media Forest            | 8  |
| Italia          | FIMI                    | 17 |
| Líbano          | Lebanese Top 20         | 5  |
| Noruega         | VG-lista                | 3  |
| Nueva Zelanda   | NZ Top 40 Singles Chart | 4  |
| Países Bajos    | Dutch Top 40            | 10 |
| Polonia         | Polish Airplay Top 100  | 15 |
| Portugal        | AFP                     | 5  |
| Reino Unido     | UK Singles Chart        | 5  |
| República Checa | Singles Digitál Top 100 | 4  |
| Suecia          | Sverigetopplistan       | 1  |
| Suiza           | Schweizer Hitparade     | 14 |

### Certificaciones
| País           | Organismo certificador | Certificación | Ventas certificadas | Ref.   |
| -------------- | ---------------------- | ------------- | ------------------- | ------ |
| Australia      | ARIA                   | 2× Platino    | 140 000             | [ 45 ] |
| Bélgica        | BEA                    | Platino       | 20 000              | [ 46 ] |
| Brasil         | Pro-Música Brasil      | 2× Platino    | 80 000              | [ 47 ] |
| Canadá         | Music Canada           | 7× Platino    | 560 000             | [ 48 ] |
| Dinamarca      | IFPI — Dinamarca       | Platino       | 60 000              | [ 49 ] |
| España         | PROMUSICAE             | Platino       | 40 000              | [ 50 ] |
| Estados Unidos | RIAA                   | 4× Platino    | 4 000 000           | [ 51 ] |
| Francia        | SNEP                   | Diamante      | 250 000             | [ 52 ] |
| Italia         | FIMI                   | 3× Platino    | 150 000             | [ 53 ] |
| México         | AMPROFON               | Platino + Oro | 90 000              | [ 54 ] |
| Nueva Zelanda  | RMNZ                   | Platino       | 30 000              | [ 55 ] |
| Suecia         | IFPI — Suecia          | Platino       | 40 000              | [ 56 ] |
| Reino Unido    | BPI                    | Platino       | 600 000             | [ 57 ] |

## Historial de lanzamientos
| País           | Fecha                   | Formato                     | Discográfica           | Ref.         |
| -------------- | ----------------------- | --------------------------- | ---------------------- | ------------ |
|                | 9 de diciembre de 2016  | Descarga digital, streaming | Universal              | [ 2 ] [ 58 ] |
| Estados Unidos | 12 de diciembre de 2016 | Hot/Modern/AC radio         | Big Machine, Universal | [ 59 ]       |
| Estados Unidos | 13 de diciembre de 2016 | Contemporary hit radio      | Big Machine, Universal | [ 60 ]       |

## Premios y nominaciones
| Año  | Premiación                | Categoría                                       | Resultado | Ref.   |
| ---- | ------------------------- | ----------------------------------------------- | --------- | ------ |
| 2017 | MTV Millennial Awards     | Colaboración del Año                            | Ganador   | [ 61 ] |
| 2017 | MTV Video Music Awards    | Mejor Colaboración                              | Ganador   | [ 62 ] |
| 2017 | Radio Disney Music Awards | Mejor Colaboración                              | Nominado  | [ 63 ] |
| 2017 | Teen Choice Awards        | Mejor Colaboración                              | Nominado  | [ 64 ] |
| 2018 | BRIT Awards               | Vídeo Británico del Año                         | Nominado  | [ 65 ] |
| 2018 | Grammy Awards             | Mejor Canción Escrita para un Medio Audiovisual | Nominado  | [ 66 ] |
| 2018 | Satellite Awards          | Mejor Canción Original                          | Nominado  | [ 67 ] |